# Koszmosz–914
A Koszmosz–914 (oroszul: Космос–914) szovjet Zenyit–2M típusú felderítő műhold, melyet tudományos modullal is felszereltek.

## Küldetés
A Koszmosz–856 programját folytatta, kialakított pályasíkja mentén kis felbontású fototechnikai felderítést, műszereivel (gammasugár-spektrométer) méréseket végezett. A műholdakat típusjelzéssel látták el (sikertelen indításnál a következő indítás kapta a jelölést). Második generációs technikai eszköz.

## Jellemzői
Zenyit–2M típusú felderítő műhold, melyet az OKB–1 tervezőirodában fejlesztettek ki, sorozatgyártása a CSZKB-Progressz vállalatnál folyt.
1977. május 31-én a Bajkonuri űrrepülőtér indítóállomásról egy Szojuz–U (11A511U) hordozórakétával juttatták alacsony Föld körüli pályára. Az orbitális egység pályája 89,5 perces, 65 fokos hajlásszögű, az elliptikus pálya perigeuma 201 kilométer, apogeuma 301 kilométer volt. Hasznos tömege 4000 kilogramm. A sorozat felépítését, szerkezetét, alapvető fedélzeti rendszereit tekintve egységesített, szabványosított tudományos-kutató űreszköz. Áramforrása kémiai akkumulátor, szolgálati ideje maximum 12 nap.
1977. június 13-án földi parancsra belépett a légkörbe és hagyományos módon – ejtőernyős leereszkedés – visszatért a Földre a  filmkapszulájával együtt.